# Mycocepurus
Mycocepurus (лат.) — род мелких примитивных муравьёв трибы грибководов Attini из подсемейства Myrmicinae. Характерны своим тесным симбиозом с грибами, выращиваемыми в муравейниках. Мелкие мономорфные муравьи, лобные валики мелкие, тело шиповатое, волоски редкие. Стебелёк между грудкой и брюшком состоит из двух члеников: петиолюса и постпетиолюса (последний чётко отделён от брюшка), жало развито, куколки голые (без кокона). Гнездо состоит из одной симметричной ячейки-камеры. В качестве субстрата для грибницы используют фекалии насекомых.

## Распространение
Род характерен исключительно для Нового Света и встречается только в Неотропике.

## Генетика
Диплоидный набор хромосом 2n = 8.

## Классификация
Вместе с родами Apterostigma и Myrmicocrypta образует базальную группу самых примитивных муравьёв-грибководов трибы Attini.
Род включает около 5 видов, в том числе вид Mycocepurus smithii (Южная Америка), воспроизводящийся клонированием.
- Mycocepurus castrator[5]
- Mycocepurus curvispinosus
- Mycocepurus goeldii
- Mycocepurus obsoletus
- Mycocepurus smithii
- Mycocepurus tardus